# حارة الرحاب (صنعاء)
حارة الرحاب هي إحدى حارات حي الجرداء بمديرية السبعين إحد مديريات العاصمة اليمنية صنعاء، بلغ تعداد سكانها 2640 نسمة حسب تعداد اليمن لعام 2004.